# Wissenschaftsjahr 1522
Liste der Wissenschaftsjahre

◄◄ | ◄ | 1518 | 1519 | 1520 | 1521 | Wissenschaftsjahr 1522 | 1523 | 1524 | 1525 | 1526 | ►

Weitere Ereignisse
Dieser Artikel behandelt das Wissenschaftsjahr 1522.

## Ereignisse

### Biowissenschaften

#### Medizin
- Unter dem Titel Metaphora medicinae veröffentlicht Juan Varela in Sevilla ein Handbuch der Medizin und Pharmazie des Franziskaners Bernardino de Laredo.[1] Das Buch befasst sich mit in der Medizin verwendeten Heilpflanzen, Kräutern und Mineralien, Grundlagen und Prinzipien der Chirurgie sowie Empfehlungen für die Pflege von Rekonvaleszenten.
- Jacopo Berengario da Carpi veröffentlicht in Bologna sein Lehrbuch Isagogae breves perlucide ac uberrimae in anatomiam humani corporis. Das Werk ist eine kompakte und didaktisch ausgerichtete Zusammenfassung seines Buches Commentaria super anatomiam Mundini aus dem Vorjahr.[2]
- Anatomiebuch Commentaria cum amplissimus additionibus super anatomiam Mundini, das die ersten gedruckten anatomischen Abbildungen enthält. Wie aus dem Titel hervorgeht begreift Berengario da Carpi sein Werk als Kommentar und umfangreiche Ergänzung zum Werk von Mondino de Luzzi. Das Buch enthält auch die erste Beschreibung des Wurmfortsatzes des Blinddarms.

### Ingenieurwissenschaften

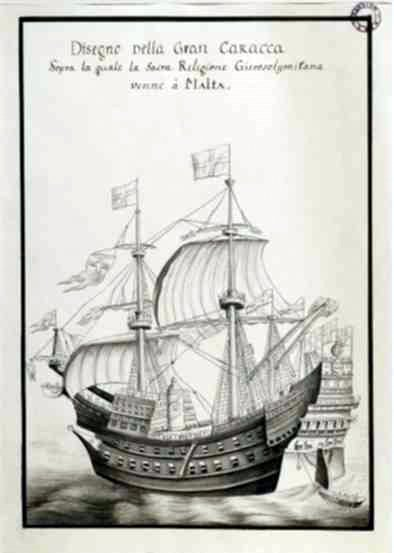
Santa Anna

#### Schiffsbau
- In Nizza läuft am 21. Dezember die Karacke Santa Anna vom Stapel, eines der größten und modernsten Schiffe seiner Zeit. Ihre Besonderheit ist ihr teilweise mit Bleiplatten beschlagener Rumpf, den einige Autoren als eine frühe Form der Schiffpanzerung betrachten, während andere die Verringerung der Wasserdurchlässigkeit als Hauptzweck ansehen. Die Bewaffnung der Santa Anna ist für 500 Soldaten ausgelegt. Im Schiff ist eine Schmiede untergebracht, in der mehrere Waffenschmiede auch auf hoher See ihrer Arbeit nachgehen können. Das Schiff hat sogar eine eigene Windmühle und Backöfen an Bord, mit denen die Besatzung mit frischem Brot versorgt wird. Darüber hinaus besitzt die Santa Anna einen Garten mit Pflanzen, die in Blumenkästen entlang der Heckgalerie aufgehängt sind.

### Naturwissenschaften

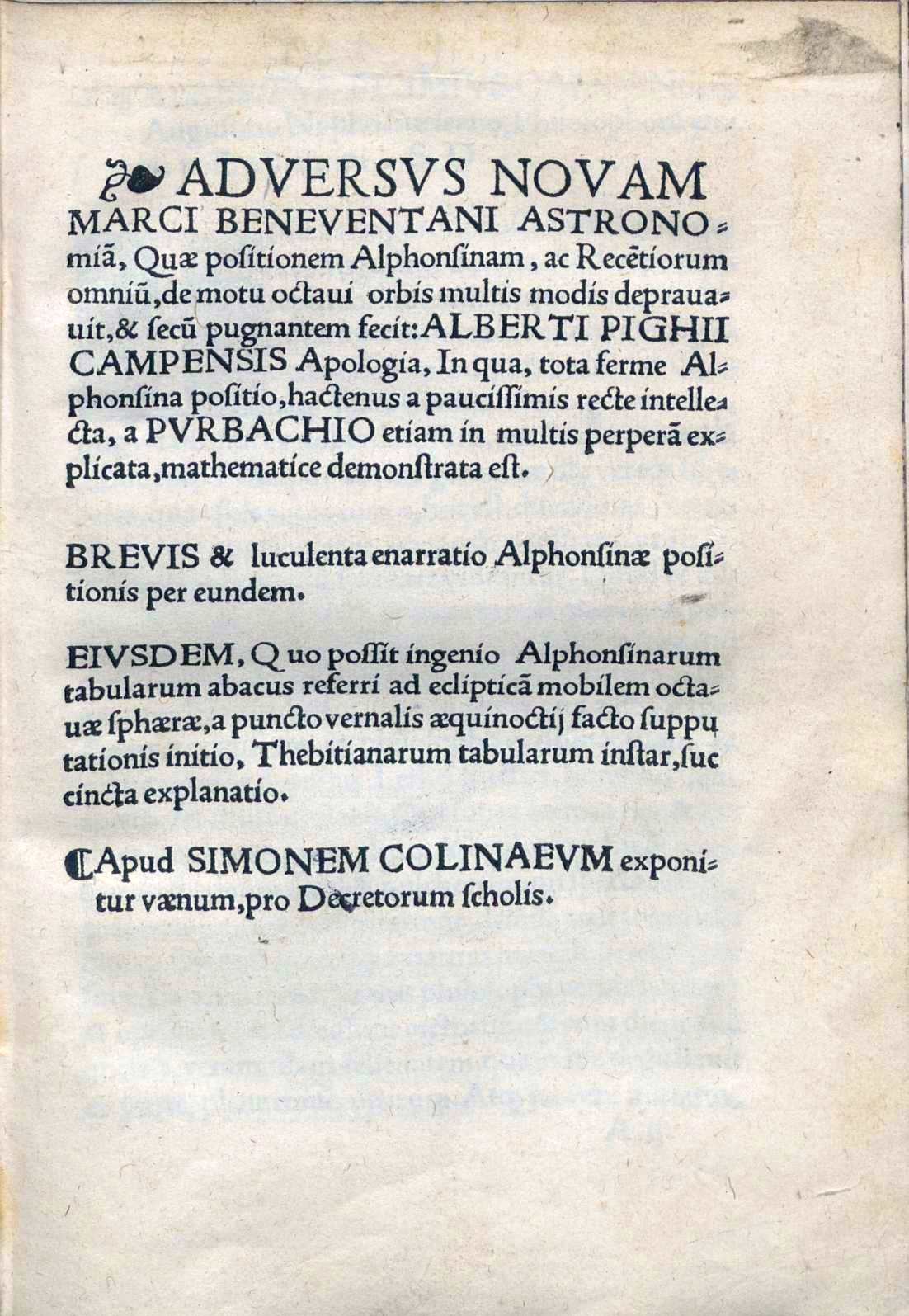
Adversus novam Marci Beneventani astronomiam (1522)

#### Astronomie
- Albert Pighius veröffentlicht sein Buch Adversus novam Marci Beneventani astronomiam, eine kritische Auseinandersetzung mit den astronomischen Theorien von Marco Beneventano. Pighius verteidigt darin die traditionelle alfonsinische Astronomie gegen Beneventanos Theorien.

#### Geowissenschaften

##### Geographie / Entdeckungen
- Nach dem Tod des portugiesischen Seefahrers Ferdinand Magellan am 27. April 1521 beendet Juan Sebastián Elcano 1522 die am 10. August 1519 begonnene erste historisch belegte Weltumsegelung:
  - 11. Februar: Die Victoria, eines der beiden letzten verbliebenen Schiffe der Weltumsegelung sticht unter dem Befehl von Juan Sebastián Elcano von Timor aus in See und macht sich an die Überquerung des Indischen Ozeans. Die Heimreise ist von schwierigen Wetterbedingungen gekennzeichnet.
  - 18. März: Die Expedition des Juan Sebastián Elcano entdeckt die Amsterdam-Insel.
  - 4. April: Das zweite Schiff Trinidad, das wegen notwendiger Reparaturarbeiten letztes Jahr auf der Molukkeninsel Tidore zurückgeblieben ist, versucht über den Pazifik die Heimreise anzutreten, doch ein zwölf Tage deuernder Sturm zwingt die Besatzung zur Rückkehr.
  - 19. Mai: Die Victoria umsegelt das Kap der Guten Hoffnung.
  - 9. Juli: Die Victoria erreicht die Kapverdischen Inseln. Die Portugiesen versuchen, die Heimkehr des Schiffes zu verhindern und nehmen 13 spanische Besatzungsmitglieder gefangen. Wegen des schlechten Zustands des Schiffes verzichtet Elcano auf eine Befreiungsaktion und segelt Richtung Heimat.
  - 7. September: Mit der Ankunft im Ausgangshafen Sanlúcar de Barrameda vollendet die Expedition von Juan Sebastián Elcano die erste Weltumsegelung. Von den ursprünglich 237 Besatzungsmitgliedern kehren nur 18 wieder zurück. Trotz sorgfältiger Buchführung fehlt der Mannschaft außerdem ein Tag im Kalender. Erst viel später wird die Notwendigkeit einer Datumsgrenze erkannt.[3]
  - Ende Oktober/Anfang November: Die letzten 18 Überlebenden der Trinidad ergeben sich den Portugiesen auf Ternate, einer Nachbarinsel von Tidore. Sie werden für mehrere Jahre ins Gefängnis geworfen.
- 12. März: Lorenz Fries veröffentlicht bei Hans Grüninger in Straßburg sein Werk Claudii Ptolemaei / Alexandrini Mathematicor. principis. Opus Geographie. Es handelt sich um eine bearbeitete Ausgabe der Geographia des antiken Gelehrten Claudius Ptolemäus, die dessen Karten modernisiert und ergänzt.  - Titelseite und Abbildungen aus Claudii Ptolemaei / Alexandrini Mathematicor. principis. Opus Geographie

Titelseite und Abbildungen aus Claudii Ptolemaei / Alexandrini Mathematicor. principis. Opus Geographie
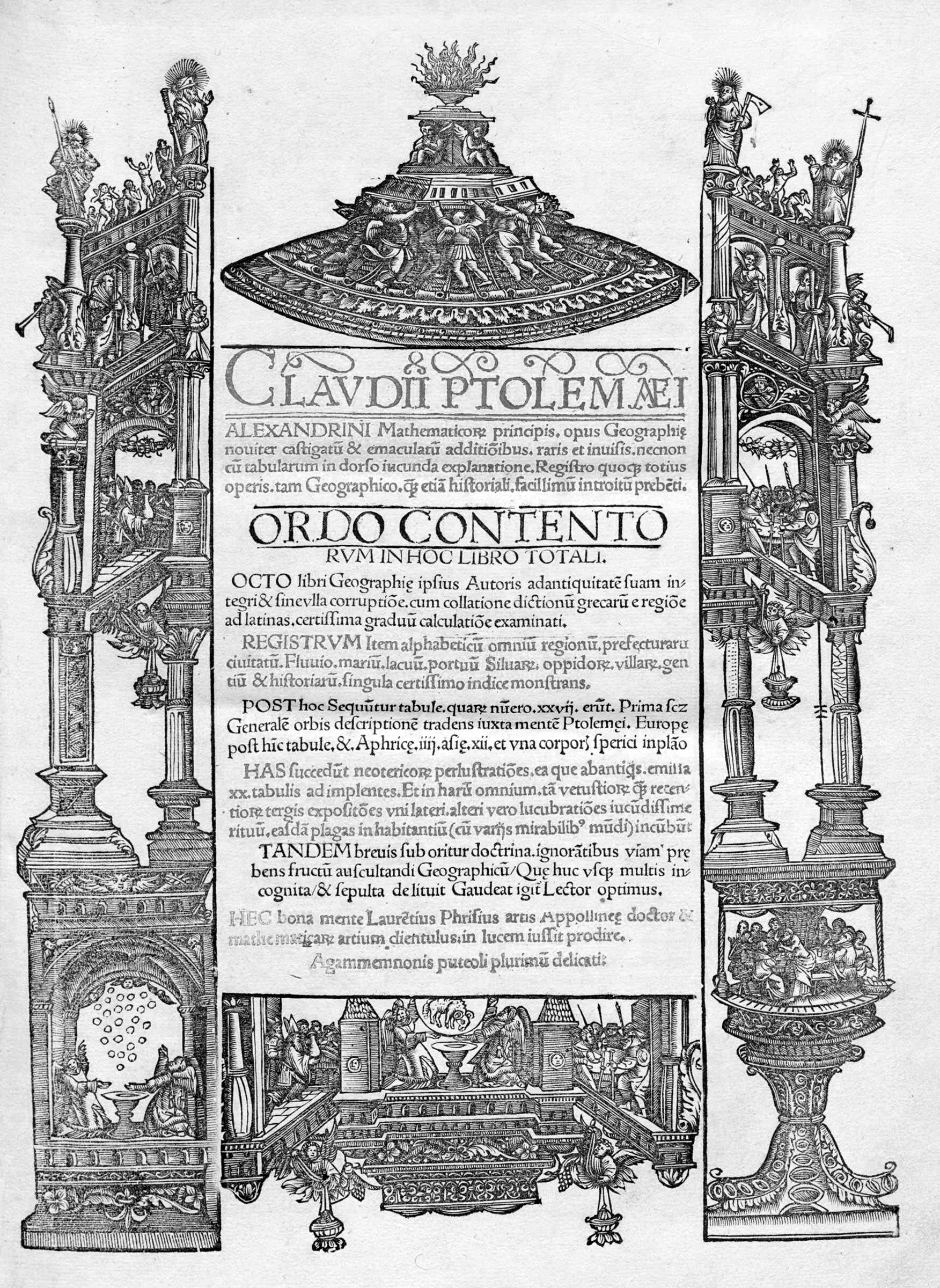
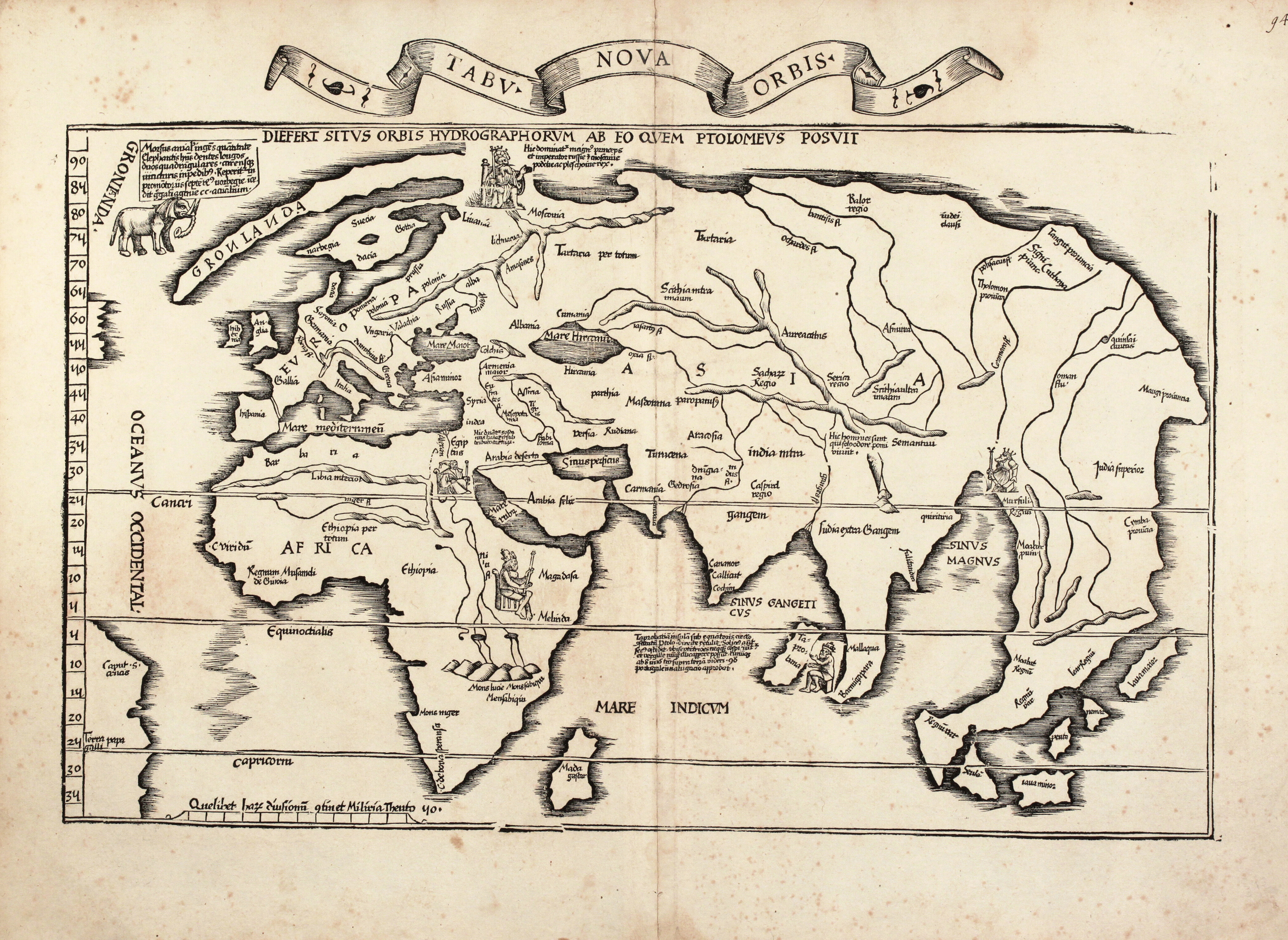
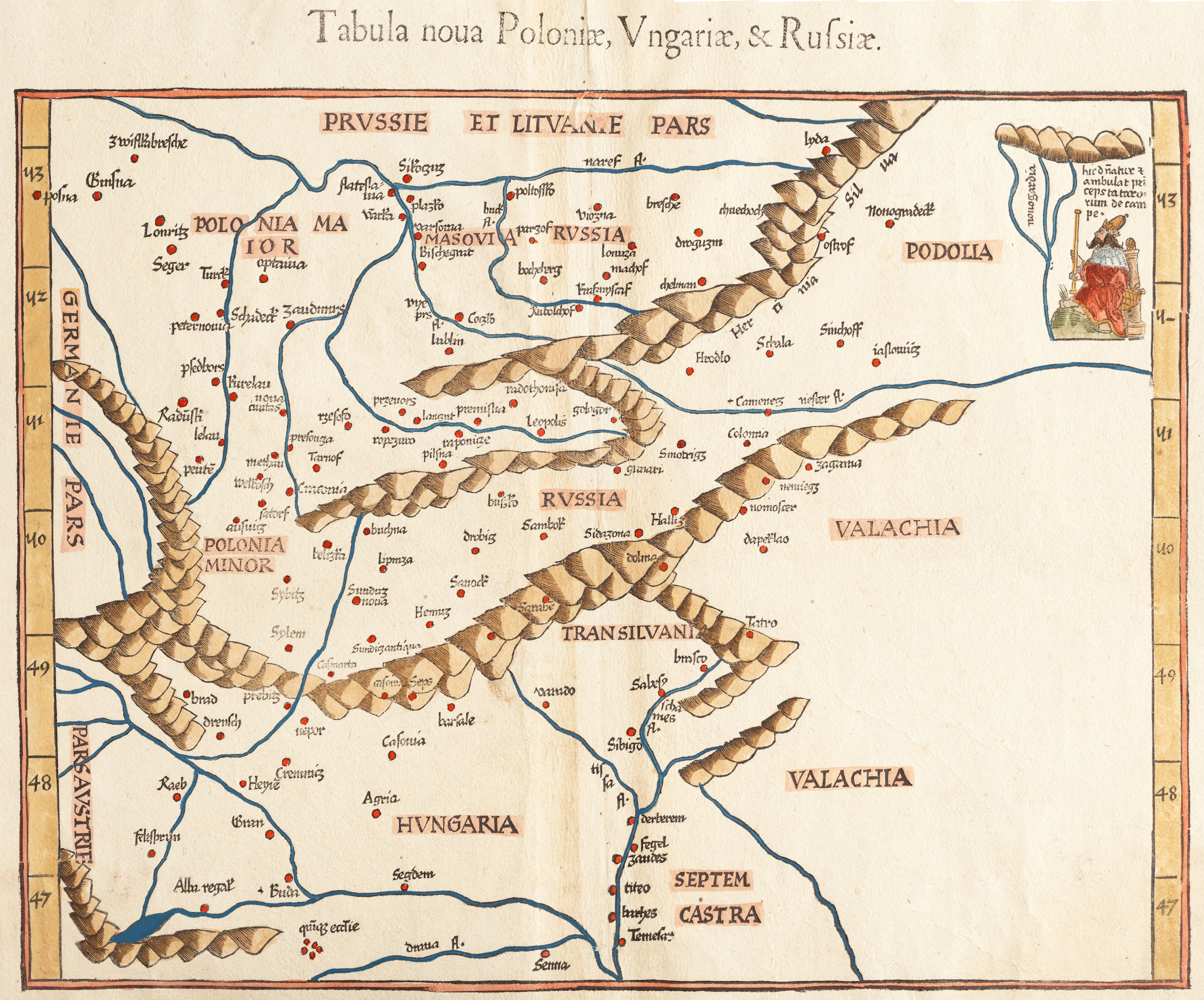
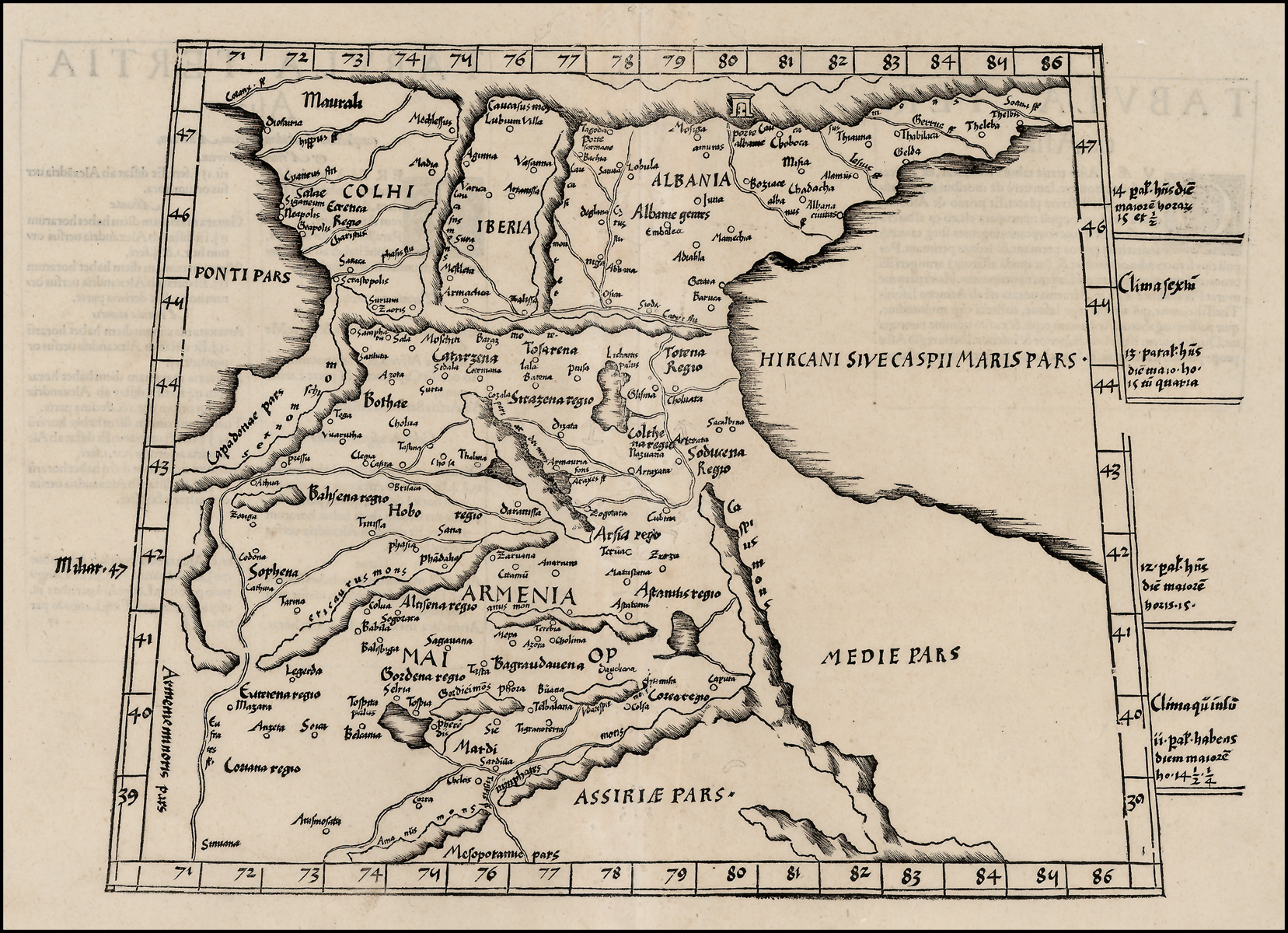
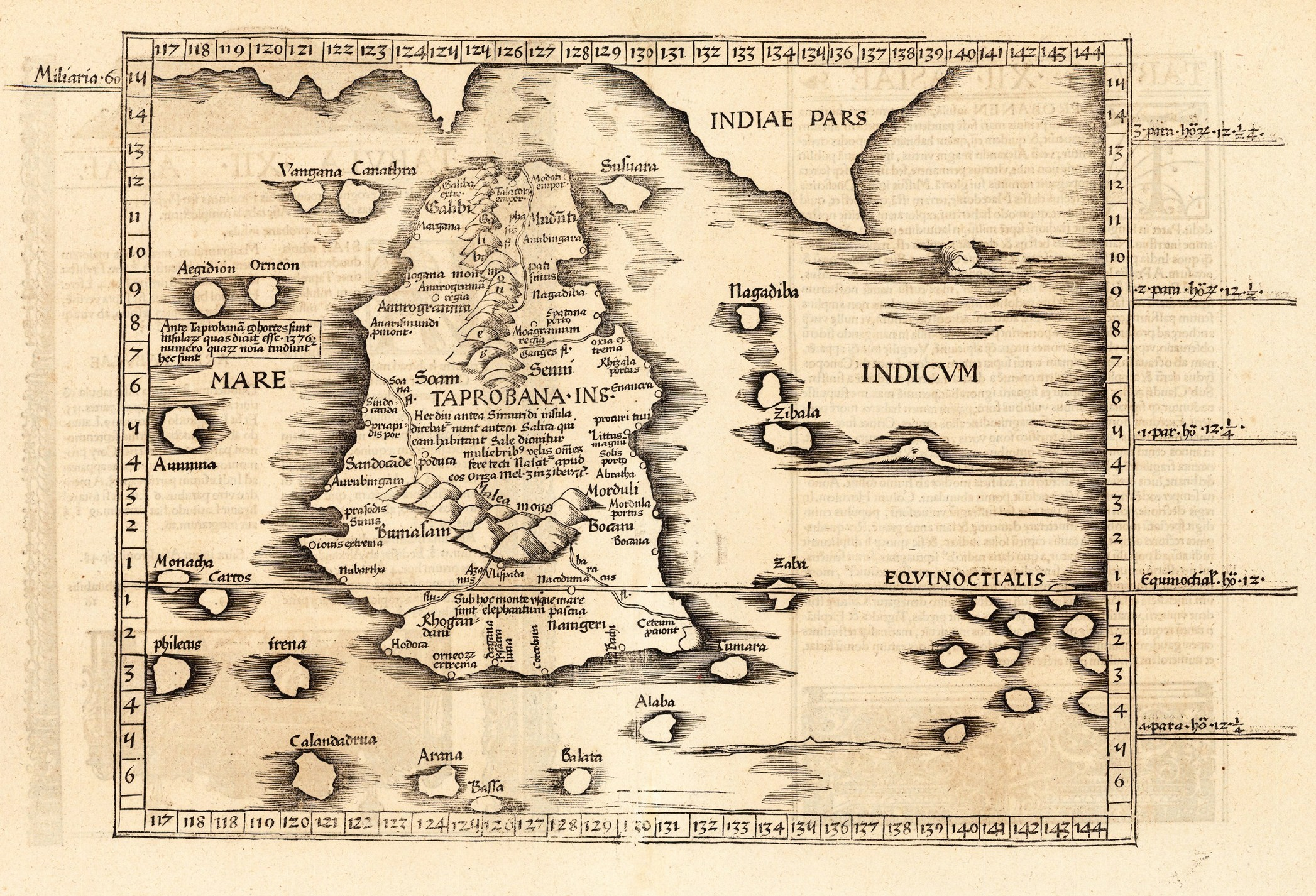
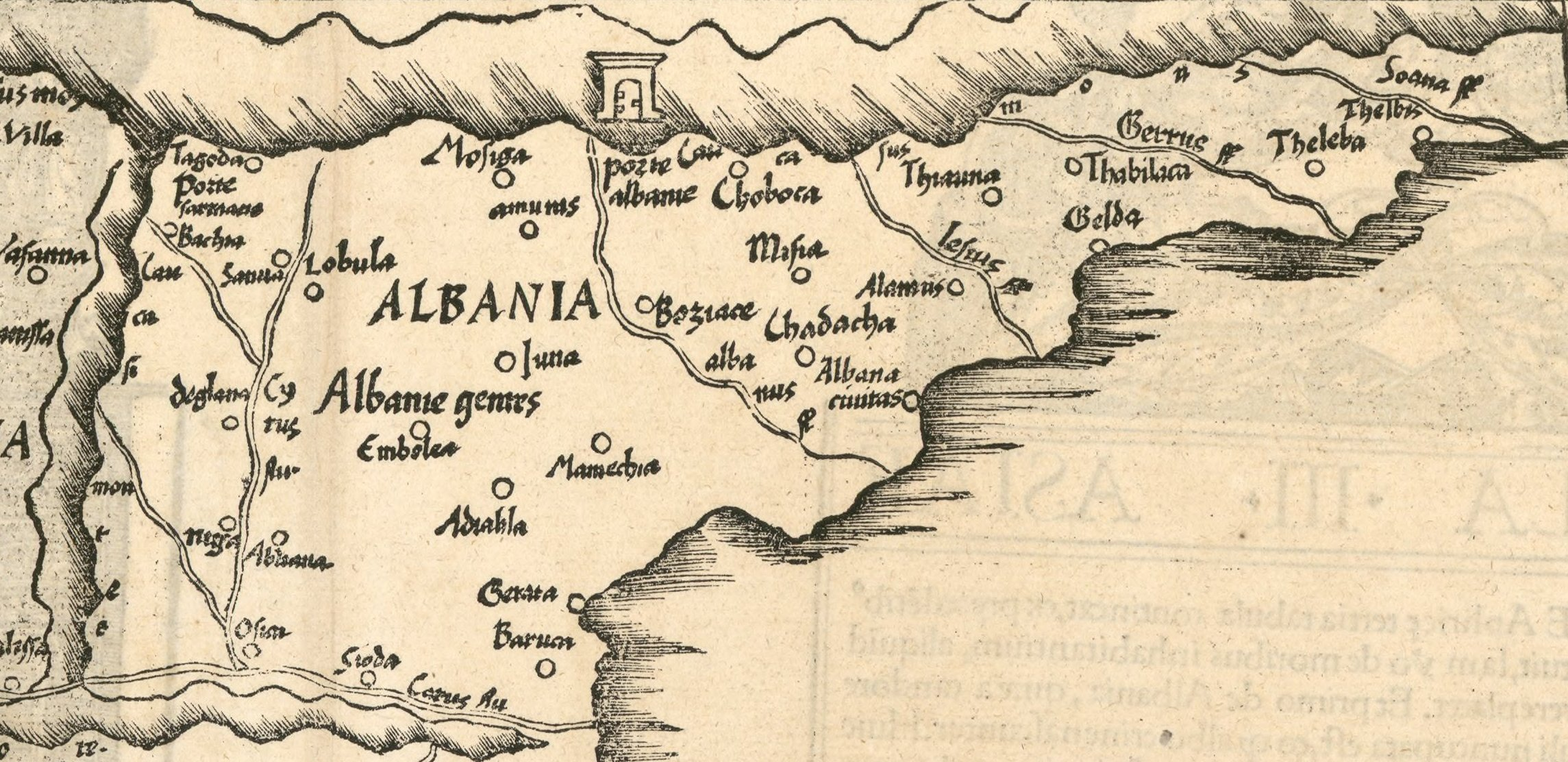
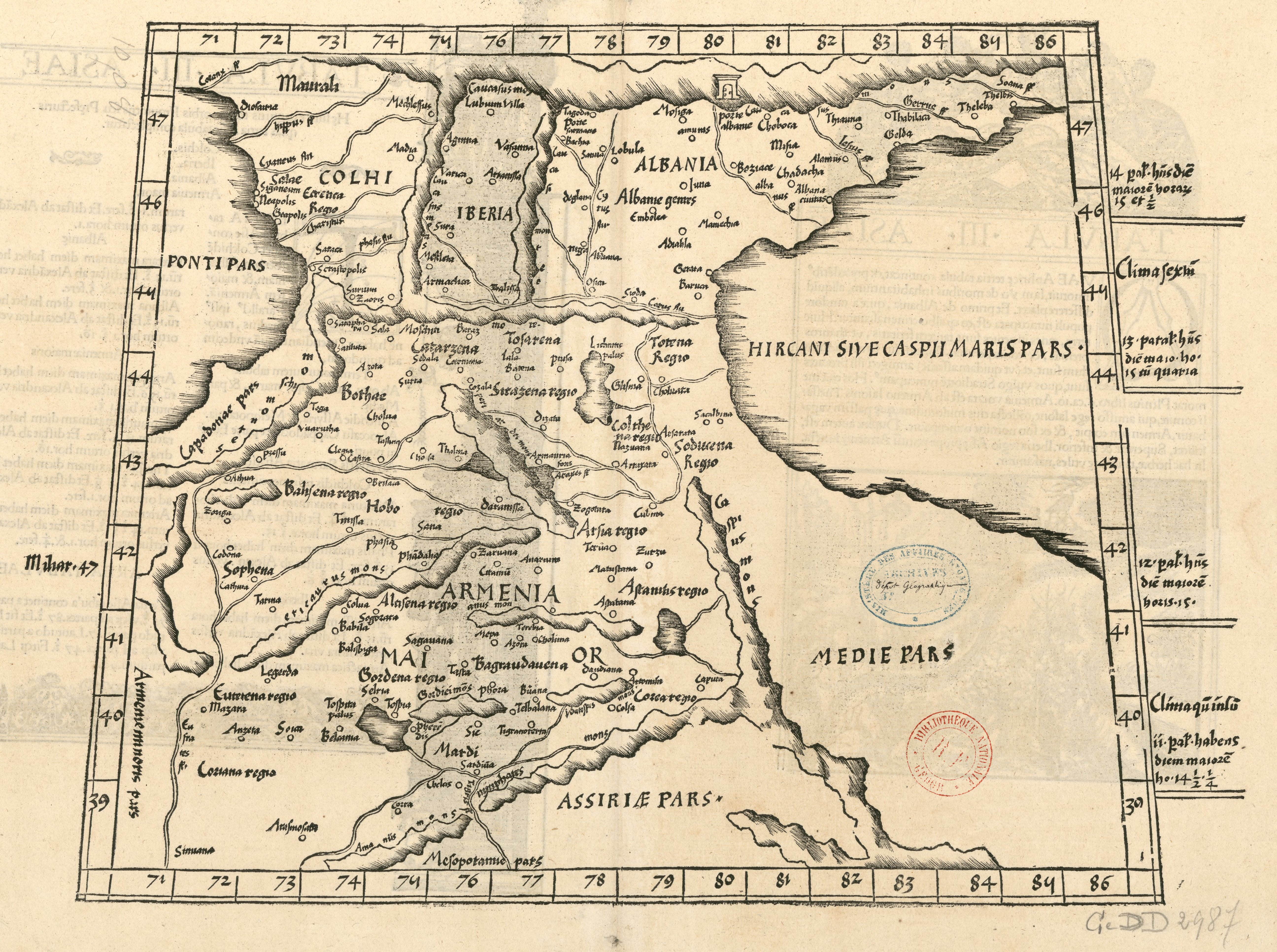
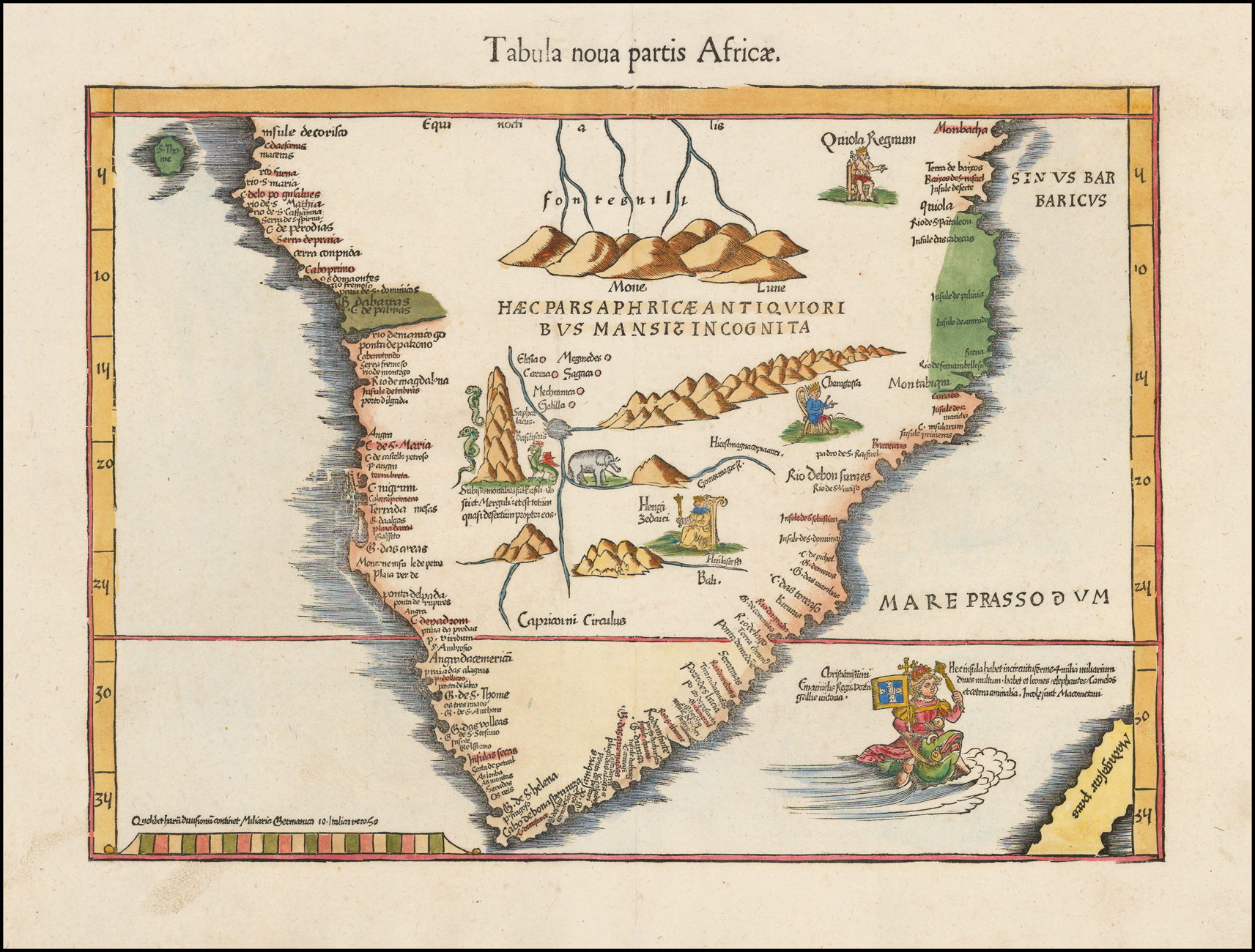
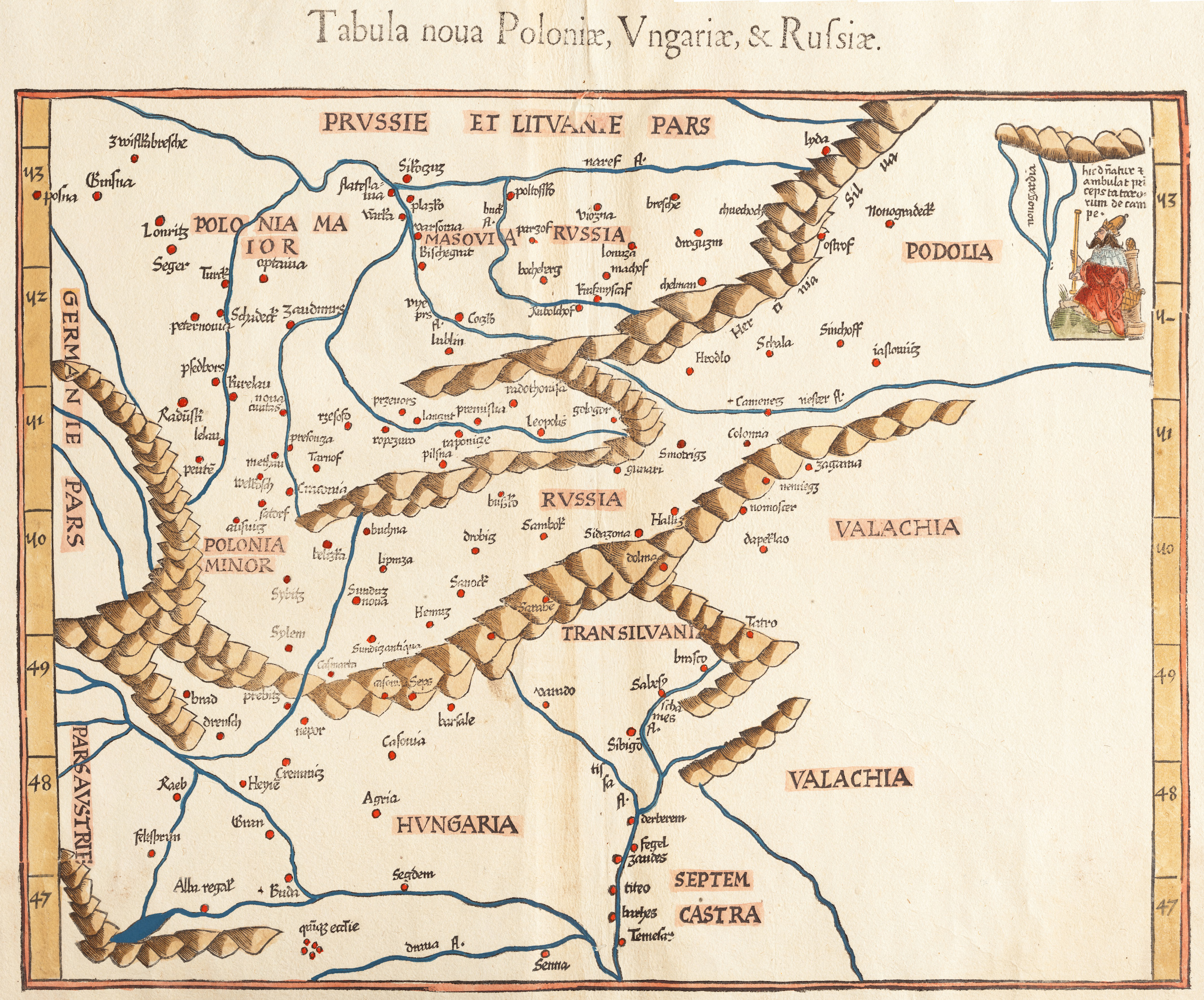

### Strukturwissenschaften

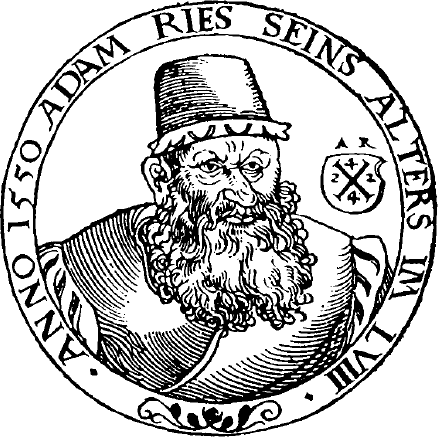
Adam Ries (1550)

#### Mathematik
- Adam Ries veröffentlicht sein Buch Rechenung auff der linihen und federn. Das Buch vermittelt Grundlagen der Mathematik in einer praktischen, leicht verständlichen Form und richtet sich an Kaufleute, Handwerker und Schüler. Neben dem Rechnen auf dem Rechenbrett beschreibt Ries in diesem Buch das Ziffernrechnen mit indischen/arabischen Ziffern. Es wird zu seinen Lebzeiten über hundertmal, bislang mindestens 120-mal aufgelegt und begründet seinen Ruf als „deutscher Rechenmeister“.
- Johannes Werners Buch Libellus de figuris sectionum conicarum wird um 1522 veröffentlicht und befasst sich mit der mathematischen Beschreibung von Kegelschnitten (Ellipse, Parabel, Hyperbel). Das Buch ist eine der ersten systematischen Abhandlungen über Kegelschnitte der Frühen Neuzeit.

## Geboren

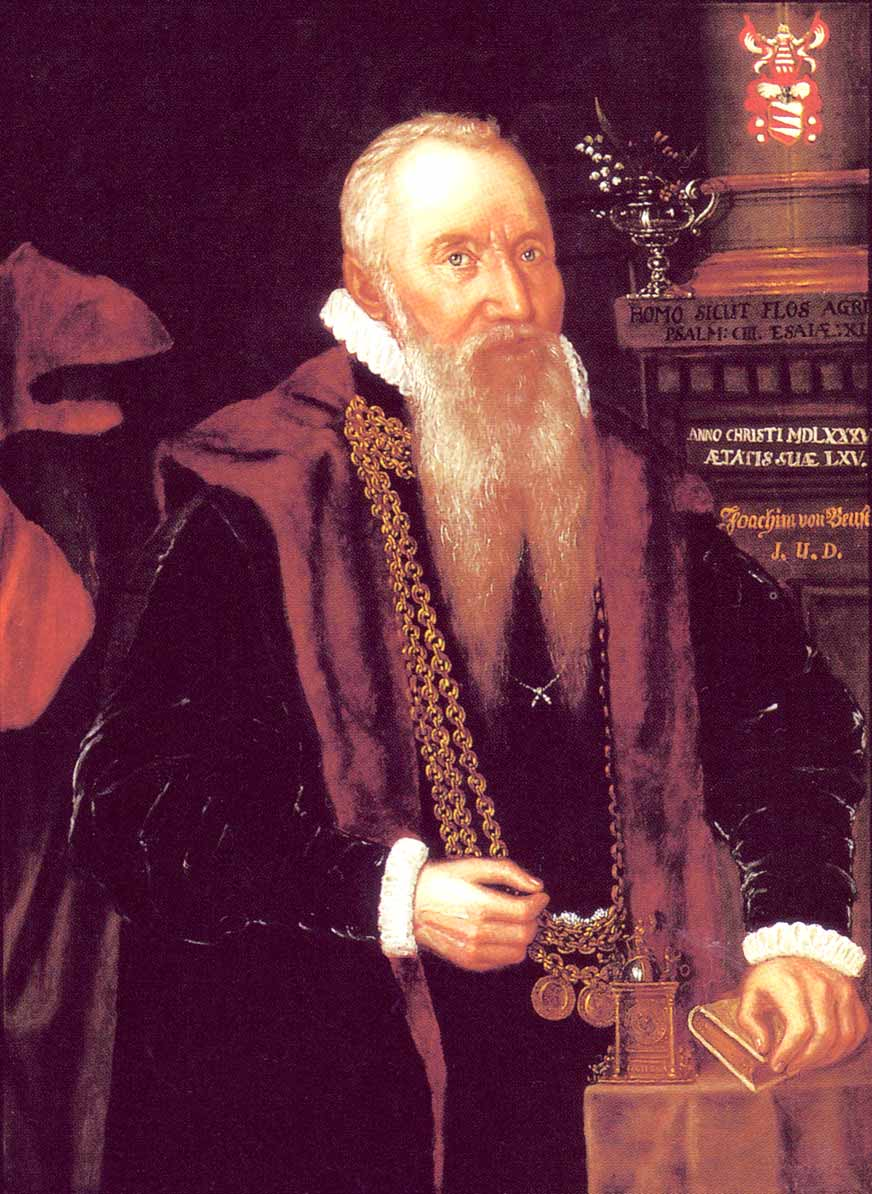
Joachim von Beust; * 19. April

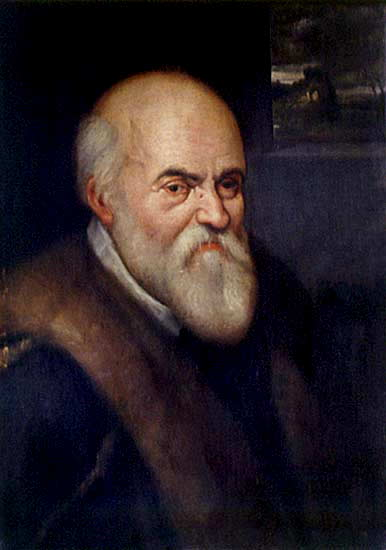
Ulisse Aldrovandi; * 11. September

### Geburtsdatum gesichert
- 02. Februar: Lodovico Ferrari, italienischer Mathematiker († 1565)
- 02. März: Heinrich Salmuth, deutscher lutherischer Theologe und Reformator († 1576)
- 19. April: Joachim von Beust, deutscher Jurist († 1597)
- 11. September: Ulisse Aldrovandi, italienischer Arzt und Naturforscher († 1605)

- 14. Oktober: Lucas Maius, deutscher evangelischer Theologe und Dramatiker († 1598)
- 18. Oktober: Michael Beuther, deutscher Historiker, Dichter, Jurist und Beamter († 1587)

- 09. November: Martin Chemnitz, deutscher lutherischer Theologe († 1586)

- 27. November: Andrzej Patrycy Nidecki, polnischer Humanist, Philologe, Verleger, königlicher Sekretär und Bischof († 1587)

### Genaues Geburtsdatum unbekannt
- Augerius Gislenius Busbequius, deutscher Humanist und Diplomat († 1592)

- Georg Gadner, württembergischer Kartograph, Chronist und Geograph († 1605)

- Hermann Wilken, deutscher Humanist und Mathematiker († 1603)

### Geboren um 1522
- Benedictus Aretius, schweizerischer Theologe, Botaniker, Pädagoge, Geograph und Reformator († 1574)
- Jacobus Tabernaemontanus, deutscher Mediziner und Botaniker († 1590)

## Gestorben

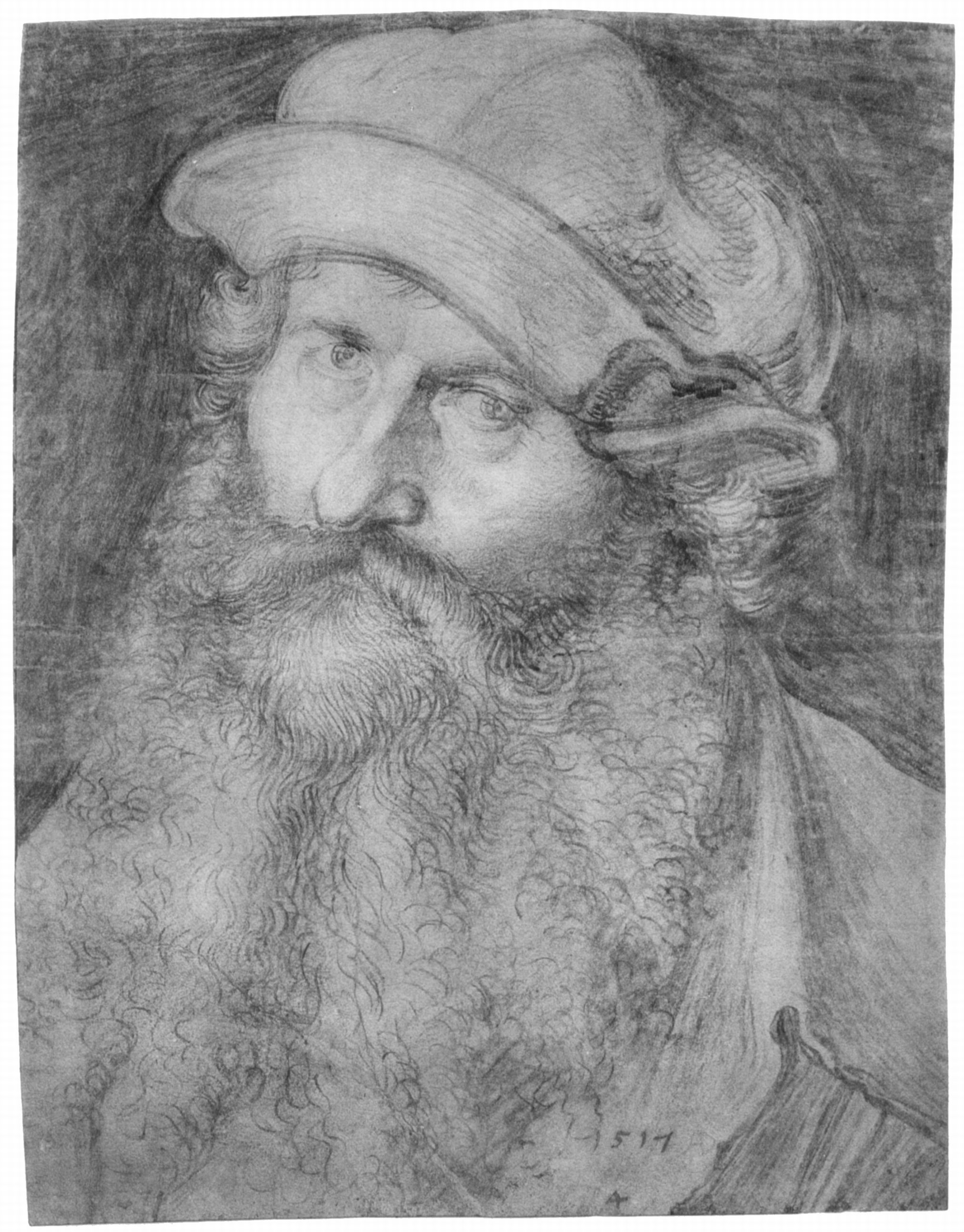
Johannes Stabius; † 1. Januar

### Todesdatum gesichert
- 01. Januar: Johannes Stabius, österreichischer Humanist, Naturwissenschafter und Historiograph (* vor 1468)
- 25. Januar: Raffaello Maffei, italienischer Humanist, Schriftsteller, Historiker und Theologe (* 1451)
- 10. April: Francesco Cattani da Diacceto, florentinischer Humanist und Philosoph (* 1466)
- 000Mai: Johannes Werner, Nürnberger Pfarrer, Mathematiker, Astronom, Astrologe, Geograph und Kartograph (* 1468)
- 30. Juni: Johannes Reuchlin, deutscher Philosoph und Humanist (* 1455)
- 02. Juli: Antonio de Nebrija, kastilischer Humanist und Philologe (* 1441)

### Genaues Todesdatum unbekannt
- Pierre Brissot, französischer Mediziner (* 1478)
- Veit Werler, deutscher Humanist und Philologe (* um 1480)